# Francis Bouillon
Francis Joseph Bouillon, född 17 oktober 1975 i New York, är en amerikansk före detta professionell ishockeyback som spelade för Nashville Predators och Montreal Canadiens i NHL.  
Säsongen 2004–05 spelade han för Leksands IF i Allsvenskan.

## Statistik

### Klubbkarriär
| 1992–93    | Laval Titan                  | QMJHL       | 46  | 0  | 7   | 7   | 45  | —  | — | —  | —  | —  |
| 1993–94    | Laval Titan                  | QMJHL       | 68  | 3  | 15  | 18  | 129 | —  | — | —  | —  | —  |
| 1994–95    | Laval Titan Collège Français | QMJHL       | 72  | 8  | 25  | 33  | 115 | 20 | 3 | 11 | 14 | 21 |
| 1995–96    | Granby Predateurs            | QMJHL       | 68  | 11 | 35  | 46  | 156 | 21 | 2 | 12 | 14 | 30 |
| 1996–97    | Wheeling Nailers             | ECHL        | 69  | 10 | 32  | 42  | 77  | 3  | 0 | 2  | 2  | 10 |
| 1997–98    | Quebec Rafales               | IHL         | 71  | 8  | 27  | 35  | 76  | —  | — | —  | —  | —  |
| 1998–99    | Fredericton Canadiens        | AHL         | 79  | 19 | 35  | 54  | 174 | 5  | 2 | 1  | 3  | 0  |
| 1999–00    | Montreal Canadiens           | NHL         | 74  | 3  | 13  | 16  | 38  | —  | — | —  | —  | —  |
| 2000–01    | Quebec Citadelles            | AHL         | 4   | 0  | 0   | 0   | 0   | —  | — | —  | —  | —  |
| 2000–01    | Montreal Canadiens           | NHL         | 29  | 0  | 6   | 6   | 26  | —  | — | —  | —  | —  |
| 2001–02    | Quebec Citadelles            | AHL         | 38  | 8  | 14  | 22  | 30  | —  | — | —  | —  | —  |
| 2001–02    | Montreal Canadiens           | NHL         | 28  | 0  | 5   | 5   | 33  | —  | — | —  | —  | —  |
| 2002–03    | Nashville Predators          | NHL         | 4   | 0  | 0   | 0   | 2   | —  | — | —  | —  | —  |
| 2002–03    | Hamilton Bulldogs            | AHL         | 29  | 1  | 12  | 13  | 31  | —  | — | —  | —  | —  |
| 2002–03    | Montreal Canadiens           | NHL         | 20  | 3  | 1   | 4   | 2   | —  | — | —  | —  | —  |
| 2003–04    | Montreal Canadiens           | NHL         | 73  | 2  | 16  | 18  | 70  | 11 | 0 | 0  | 0  | 7  |
| 2004–05    | Leksands IF                  | Allsvenskan | 21  | 6  | 12  | 18  | 34  | —  | — | —  | —  | —  |
| 2005–06    | Montreal Canadiens           | NHL         | 67  | 3  | 19  | 22  | 34  | 6  | 1 | 2  | 3  | 10 |
| 2006–07    | Montreal Canadiens           | NHL         | 62  | 3  | 11  | 14  | 52  | —  | — | —  | —  | —  |
| 2007–08    | Montreal Canadiens           | NHL         | 74  | 2  | 6   | 8   | 61  | 7  | 1 | 2  | 3  | 4  |
| 2008–09    | Montreal Canadiens           | NHL         | 54  | 5  | 4   | 9   | 53  | 1  | 0 | 0  | 0  | 0  |
| 2009–10    | Nashville Predators          | NHL         | 81  | 3  | 8   | 11  | 50  | 6  | 0 | 0  | 0  | 6  |
| 2010–11    | Nashville Predators          | NHL         | 44  | 1  | 9   | 10  | 27  | —  | — | —  | —  | —  |
| 2011–12    | Nashville Predators          | NHL         | 66  | 4  | 7   | 11  | 33  | 10 | 0 | 3  | 3  | 2  |
| NHL totalt | NHL totalt                   | NHL totalt  | 676 | 29 | 105 | 134 | 481 | 41 | 2 | 7  | 9  | 29 |

### Internationellt
| År            | Lag           | Turnering     | GP | G | A | Pts | PIM |
| ------------- | ------------- | ------------- | -- | - | - | --- | --- |
| 2003          | USA           | VM            | 6  | 0 | 1 | 1   | 0   |
| Senior totalt | Senior totalt | Senior totalt | 6  | 0 | 1 | 1   | 0   |